# Lucero Cortés
Lucero Cortés Gómez (6 de marzo de 1965) es una actriz, modelo, presentadora de televisión y más recientemente representante a la Cámara nacida en Bogotá, Colombia.

## Carrera

### Actuación
Lucero, bogotana de nacimiento, vivió su juventud en la ciudad de Cali, donde estudió derecho en la Universidad San Buenaventura. En esa ciudad empezó a desempeñarse en el modelaje, y años más tarde viajó a Bogotá para empezar su carrera en la actuación. Su primer papel destacado se dio en la reconocida telenovela San Tropel, donde interpretó a Rosalba Marulanda y logró el reconocimiento nacional. En 1988 viajó a Venezuela para vincularse al elenco de la película Mujer de fuego, una producción entre México y Estados Unidos donde compartió reparto con Sonia Infante, Roberto Guzmán y Carlos Montilla. Apareció en otras producciones de televisión colombianas como ¿Por qué mataron a Betty si era tan buena muchacha? (1989), Flor de invierno (1989), La rebelión de las ratas (1990) y Dulce ave negra (1993). También fue la presentadora del programa de farándula Oh la la.

### Política
Tras su paso por la actuación, Cortés decidió dedicarse a la política, siendo elegida como representante a la Cámara por Bogotá en 2006. Además fue codirectora del Partido de la U y presidenta de la Comisión V de la Cámara. Tras desempeñar dos períodos en el Congreso de la República, Cortés fue condenada a cinco años de prisión por tráfico de influencias, por lo que le fue suspendida su condición de congresista.

## Filmografía

### Televisión
- 1987 - San Tropel
- 1989 - ¿Por qué mataron a Betty si era tan buena muchacha?
- 1990 - Gitana
- 1993 - La fuerza del poder
- 1993 - Dulce ave negra
- 1994 - Almas de Piedra
- 1996 - La viuda de Blanco
- 2003 - Padres e hijos
- 2020 - Antes del fuego

## Cine
- 1988 - Flor de invierno
- 1988 - Mujer de fuego
- 1990 - La rebelión de las ratas